# Shixing
Shixing, även romaniserat Chihing,  är ett härad i Shaoguans stad på prefekturnivå i provinsen Guangdong i sydöstra Kina. Det ligger omkring 210 kilometer nordost om provinshuvudstaden Guangzhou. 
Shixing är indelat i nio köpingar och en socken.
Köpingar (zhen):

- Aizi (隘子镇)
- Chengjiang (澄江镇)
- Chengnan (城南镇)
- Dungang (顿岗镇)
- Luoba (罗坝镇)
- Mashi (马市镇)
- Shensuo (沈所镇)
- Siqian (司前镇)
- Taiping (太平镇)

Socknar (xiang):

- Shendushui (深渡水乡)